# Guantes de Oro (México)
Los Guantes de Oro, es el nombre que recibe en el boxeo amateur, un torneo que se celebraba anualmente en México, el cual ha dado muchos grandes del boxeo mexicano.
De este evento, que congrega a los mejores exponentes del amateurismo, han salido figuras que le han dado brillo al boxeo mexicano a nivel internacional, como Raúl Macías, Rubén Púas Olivares, Ricardo López, Carlos Zárate, Alfonso Zamora, Goyo Vargas, Juan Manuel Márquez, Juan Mancilla y Juan Carlos Salgado entre otros.
En la Ciudad de México, el evento se lleva a cabo en uno de los recintos más monumentales que hay en el país, como lo es la Arena México.  El histórico torneo, desde sus inicios en la década de 1940, se ha dedicado a apoyar el boxeo amateur con el fin de forjar a los que posteriormente se convertirán en los nuevos ídolos del boxeo profesional. El torneo cuenta con el apoyo del Consejo Mundial de Boxeo.